# Sebastian Lagerlund
Sebastian Lagerlund, född 14 september 2002, är en svensk fotbollsspelare som spelar för Utsiktens BK.

## Klubblagskarriär
Sebastians Lagerlund är uppvuxen på Hönö i Göteborgs skärgård och började spela fotboll i moderklubben Hönö IS. Som 13-åring gjorde han flytten till BK Häcken.
Kort efter att han fyllt 19 år debuterade Lagerlund i Allsvenskan. I 2-1-segern mot Örebro SK den 3 oktober 2021 stod han för ett inhopp i den 89:e matchminuten. Efter säsongen 2022 lämnade Lagerlund klubben.
I februari 2023 skrev Lagerlund på ett ettårskontrakt med Utsiktens BK. I augusti 2023 förlängde han sitt kontrakt i klubben fram över säsongen 2025.

## Landslagskarriär
Sebastian Lagerlund har representerat Sveriges U19-landslag.

## Karriärstatistik
| Klubb              | Säsong             | Liga               | Liga    | Liga | Nationell cup | Nationell cup | Övrigt  | Övrigt | Totalt  | Totalt |
| Klubb              | Säsong             | Division           | Matcher | Mål  | Matcher       | Mål           | Matcher | Mål    | Matcher | Mål    |
| ------------------ | ------------------ | ------------------ | ------- | ---- | ------------- | ------------- | ------- | ------ | ------- | ------ |
| BK Häcken          | 2021               | Allsvenskan        | 1       | 0    | 0             | 0             | —       | —      | 1       | 0      |
| BK Häcken          | 2022               | Allsvenskan        | 1       | 0    | 1             | 0             | —       | —      | 2       | 0      |
| BK Häcken          | Totalt             | Totalt             | 2       | 0    | 1             | 0             | —       | —      | 3       | 0      |
| Utsiktens BK       | 2023               | Superettan         | 24      | 1    | 2             | 0             | 2       | 0      | 28      | 1      |
| Totalt i karriären | Totalt i karriären | Totalt i karriären | 26      | 1    | 3             | 0             | 2       | 0      | 31      | 1      |

1. ↑  Uppflyttningskvalmatcher mot IF Brommapojkarna.[9][10]

## Personligt
Sebastian Lagerlunds pappa Michael Lagerlund har spelat A-lagsfotboll för IFK Norrköping och Gais.

## Meriter
BK Häcken
- Svensk mästare: 2022